# یان ویکتور
یان ویکتور (انگلیسی: Yan Victor؛ زادهٔ ۱۸ سپتامبر ۱۹۹۵) بازیکن فوتبال اهل برزیل است.